# Panzerzug Ofizer
Der Panzerzug Ofizer (russisch Бронепоезд Офицер Bronepojesd Ofizer, deutsch ‚Offizier‘) war ein Panzerzug der Weißen Armee aus der Zeit des Russischen Bürgerkrieges.

## Geschichte

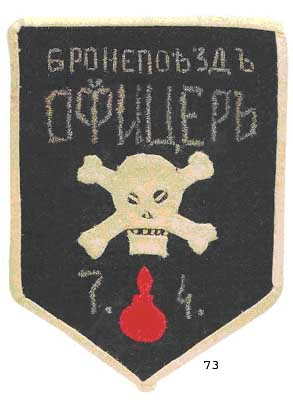
Wimpel des Panzerzug Ofizer

Nach der Einnahme von Krasnodar am 3. August 1918 durch die Freiwilligenarmee zerstörten bolschewistische Truppen in Noworossijsk die Eisenbahnbrücke über den Fluss Kuban. Dadurch war es den Panzerzügen der Weißen Armee nicht mehr möglich, die Verfolgung aufzunehmen oder einen weiteren Vorstoß durchzuführen. Aus diesem Grund wurde am 7. August 1918 mit der Auf- und Zusammenstellung eines leichten Panzerzuges auf der linken Uferseite des Flusses begonnen. Noch am gleichen Tag war der Panzerzug in Dienst gestellt worden. Ab dem 16. August 1918 gab man dem Panzerzug den Namen Ofizer.

## Technische Daten

### Artilleriewagen
In den ersten beiden Tagen verfügte der Panzerzug Ofizer über einen offenen Artilleriewagen, bei dem das Geschütz nur mit Sandsäcken geschützt war. Am 9. August 1918 erbeutete die Besatzung am Bahnhof von Abinskaja einen Artilleriewagen mit mehreren Kleinkalibergeschützen. Hier entfernte man einige und setzte das große Geschütz auf die Stirnseite.
Nach der Modernisierung Ende Oktober 1918 wurde auf der Stirnseite eines der Maschinengewehrwagen ein Geschütz in einem gepanzerten Turm eingebaut. Dies war eine 76-mm-Feldkanone M1900.

### Maschinengewehrwagen
Der Panzerzug Ofizer verfügte über zwei gepanzerte Maschinengewehrwagen. Das waren ehemalige gedeckte Güterwagen, welche mit Sandsäcken, Holz und Blechen gepanzert wurden.
Nach der Modernisierung Ende Oktober 1918 verfügte der Panzerzug weiterhin über zwei Maschinengewehrwagen, diesmal jedoch auf Basis ehemaliger Flachwagen. Die Wagen verfügten über einen gepanzerten Aufbau aus Blech.

### Sturmwagen
Nach der Modernisierung Ende Oktober 1918 verfügte der Panzerzug Ofizer über einen Sturmwagen für einen Infanterie-Sturmzug.

## Einsatz

### 1. Panzerzug
Am 9. August 1918 kam es für den Panzerzug Ofizer zum ersten Kampfeinsatz am Bahnhof von Abinsk. Am 11. August gab es einen Kampf um den Bahnhof von Tonnelnaja, bei dem das Hauptquartier einer Einheit der Bolschewisten zerstört wurde. Zwei Tage später, am 11. August, wurde der Bahnhof Tonnelnaja zerstört. Am 13. August erreichte der Panzerzug Noworossijsk und konnte zwei bolschewistische Panzerzüge erbeuten.
Als Ende August, Anfang September 1918 die bolschewistischen Truppen mit einem Vormarsch begannen und die Initiative ergriffen, wurde der Panzerzug Ofizer bei einem Angriff auf Armawir eingesetzt. Während des einen weiteren Gefechtes im Bereich des Bahnhofes von Gulkewitschi, wurde einer der Maschinengewehrwagen beschädigt und entgleiste. Der Panzerzug musste sich zurückziehen und schleifte den Maschinengewehrwagen über die Schwellen mit. Nach 2 km konnte ihn die Besatzung wieder auf die Gleise bringen. Nachdem die Einnahme von Armawir erfolgreich war, wurde der leichte Panzerzug Ofizer zusammen mit dem schweren Panzerzug Morskoi bei Gefechten auf der Eisenbahnlinie zwischen Armawir und Newinnomysskaja eingesetzt.
Am 8. September 1918 kam es zu weiteren Gefechten in der Nähe von Uspenskoje. Dabei wurde der Zugkommandant schwer verwundet, und sein Stellvertreter übernahm. Zwei Tage später, am 10. September, wurde der Panzerzug Ofizer mit dem Panzerzug Jedinaja Rossija auf der Eisenbahnstrecke zwischen Armawir und Tuapse eingesetzt. Zusammen gelang es ihnen, einen Angriff der bolschewistischen Taman-Armee zu stoppen. Trotz der erfolgreichen Gefechte gelang es den Bolschewisten, Armawir am 13. September 1918 zu erobern. Der Panzerzug zog sich nach Kawkasskaja zurück und wurde bis zum 17. September für kleinere Patrouillen eingesetzt.
Ab dem 18. September war der Panzerzug Ofizer in Noworossijsk für Wartungs-, Reparatur- und Modernisierungsarbeiten. Ende Oktober waren diese Arbeiten abgeschlossen und der Panzerzug wurde wieder an der Front eingesetzt. Der Panzerzug wurde auf die Eisenbahnlinie von Kawkasskaja nach Stawropol nach geschickt und nahm an dem Angriff auf Stawropol teil. Während eines Gefechtes am Bahnhof von Palagiada erhielt die Dampflokomotive einen Volltreffer, war jedoch noch fahrtüchtig. Mit letzter Kraft konnte sich der Panzerzug nach Rysdwjany zurückziehen.
Danach wurde der Panzerzug der 2. Panzerzugstaffel zugeordnet und nahm an weiteren Gefechten teil. Am 9. März 1919 kam es zu einem Gefecht in der Nähe von Debalzewo. Der Panzerzug Ofizer kämpfte hier gegen den Panzerzug Zentrobron der Roten Armee, welcher als einziger Panzerzug eine weibliche Kommandantin hatte. Diese starb jedoch durch einen direkten Treffer der Panzerzuglokomotive. Am 30. März 1919 konnte die Besatzung in der Nähe des Bahnhofes von Wuhlehirsk den 2. Sibirischen Panzerzug der Bolschewisten erbeuten. Dieser erhielt den Namen Panzerzug Slawa Ofizeru, zu Ehren der Besatzung des Panzerzug Ofizer.
Im Juni 1919 gelang mit der Unterstützung durch den Panzerzug Ofizer die Eroberung von Charkow. Ebenfalls nahm der Panzerzug an der Kornilow-Offensive teil und wurde entlang der Eisenbahnlinie zwischen Charkow und Moskau eingesetzt. Am 1. Juli 1919 kam es zu einem heftigen Kampf zwischen dem Panzerzug Ofizer und zwei Panzerzügen der Roten Armee. Diese sicherten und besetzten den Bahnhof von Gerzowka, westlich von Belgorod. Durch einen Treffer der Gleise hinter dem Panzerzug, konnte dieser nicht mehr in den rückwärtigen Bereich ausweichen. Dementsprechend begann dieser einen Angriff. Das vordere Geschütz feuerte so lange, bis die Munition verbraucht war. Trotz des ständigen Beschusses durch feindlichen Panzerzüge fuhr der Panzerzug Ofizer mit Volldampf dem Feind entgegen, ohne einen weiteren Schuss abzugeben. Aus Panik vor dem anrollenden Zug, dass dieser sie rammen wollte und weil die eigenen Geschütze nicht in der Lage waren, den Panzerzug zu stoppen, wichen die beiden feindlichen Panzerzüge umgehend aus zu zogen sich zurück.
Nach mehreren weiteren Gefechten gelang es, zusammen mit dem Panzerzug Jedinaja Rossija den Bahnhof von Kursk am Morgen des 20. September 1919 zu erobern. Im Oktober 1919 beteiligte sich der Panzerzug Ofizer zusammen mit dem Panzerzug Ioann Kalita am Angriff auf Orjol. Da aber die Bolschewisten sich sammelten, reorganisierten und wieder erstarkten, begann eine Gegenoffensive der Roten Armee. Infolge dieser Gegenoffensive zogen sich die Truppen der Weißen Armee bis ins Kuban-Gebiet zurück. Im weiteren Verlauf wurde der Panzerzug nach Jekaterinodar zurückbeordert, um bis zum 27. Februar 1920 das dortige Hauptquartier der Weißen Armee zu schützen. Am 28. Februar 1920 wurde der Panzerzug zurück nach Noworossijsk geschickt. Da die Roten immer näher kamen musste Noworossijsk evakuiert werden. Der Panzerzug wurde dabei zurückgelassen und gesprengt.

### 2. Panzerzug
Auf der Grundlage des Panzerzug Slawa Kubani wurde ein neuer Panzerzug aufgestellt und ebenfalls als Panzerzug Ofizer bezeichnet. In der Nacht vom 30. Oktober 1920 kam es zum ersten Gefecht in der Nähe des Bahnhofes von Taganasch. Dabei wurde der Panzerzug schwer getroffen und vernichtet.

## Zugpersonal

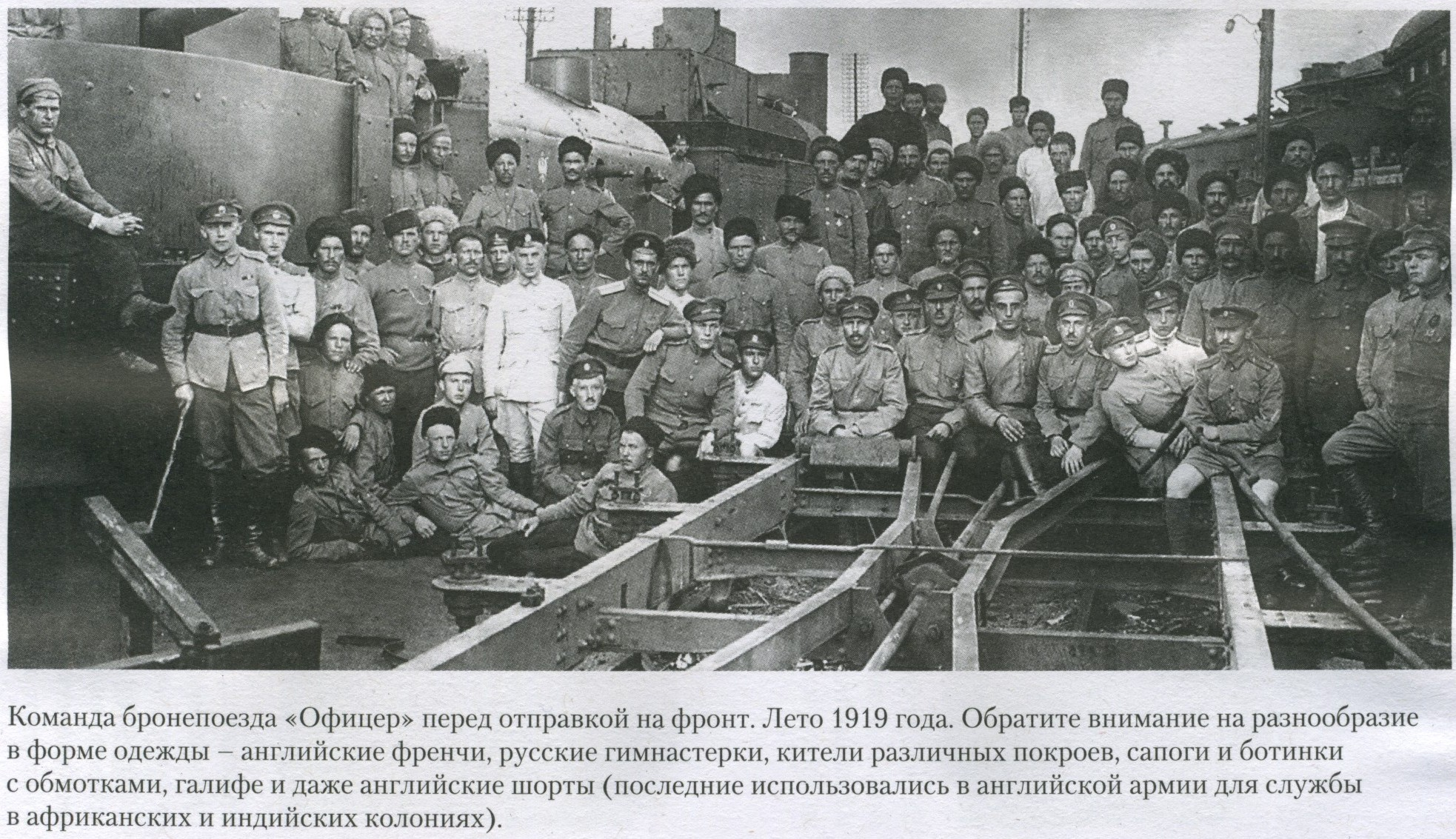
Ein Teil der Besatzung des Panzerzug Ofizer

- Zugkommandant Hauptmann Boris Wassiljewitsch Charkowzew (7. August 1918 – 8. September 1918)
- Zugkommandant Leutnant Chmelewski (8. September 1918 – 18. September 1918)
- Zugkommandant Oberst Ionin (Oktober 1918 – 28. September 1919)
- Zugkommandant Oberst Michail Iwanowitsch Lebedew (Frühjahr 1920 – 30. Oktober 1920)

Die Besatzung des vernichteten Panzerzuges unter dem Kommando von Oberst Lebedew konnte sich mit dem Banner des Panzerzuges, Visiereinrichtungen der Kanonen und sechs Maschinengewehren auf dem Dampfschiff Saratow der Russische Freiwillige Flotte retten und nach Gallipoli  auswandern.